# Saint-Marcan
Saint-Marcan (bretonisch: Sant-Marc’han, Gallo: Saent-Marqaen) ist eine französische Gemeinde mit 432 Einwohnern (Stand: 1. Januar 2022) im Département Ille-et-Vilaine in der Region Bretagne. Sie gehört zum Arrondissement Saint-Malo und zum Kanton Dol-de-Bretagne. Die Einwohner werden Marcanais genannt.

## Geographie
Saint-Marcan liegt etwa 29 Kilometer ostsüdöstlich von Saint-Malo. Das Gemeindegebiet wird vom Fluss Banche durchquert. Umgeben wird Saint-Marcan von den Nachbargemeinden Saint-Broladre im Norden und Westen, Roz-sur-Couesnon im Osten und Nordosten sowie Sains im Süden.

## Bevölkerungsentwicklung
| Jahr                       | 1962 | 1968 | 1975 | 1982 | 1990 | 1999 | 2006 | 2013 | 2020 |
| Einwohner                  | 551  | 544  | 453  | 398  | 401  | 380  | 414  | 464  | 436  |
| Quellen: Cassini und INSEE |      |      |      |      |      |      |      |      |      |

## Sehenswürdigkeiten
- Menhir La Roche Longue (Monument historique)
- Kirche Saint-Marcan
- Ehemaliger optischer Telegraph

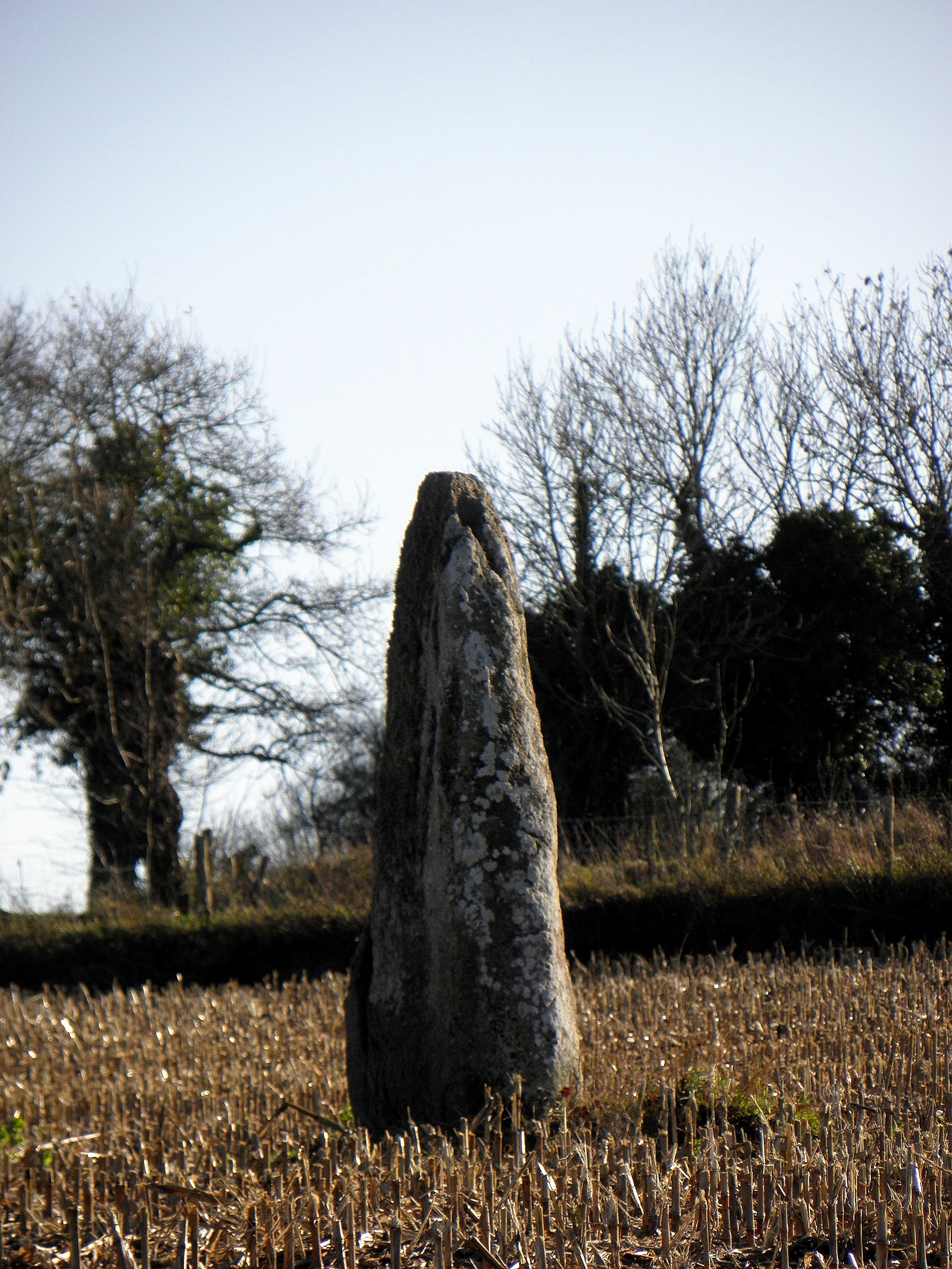
Menhir La Roche Longue von Saint-Marcan
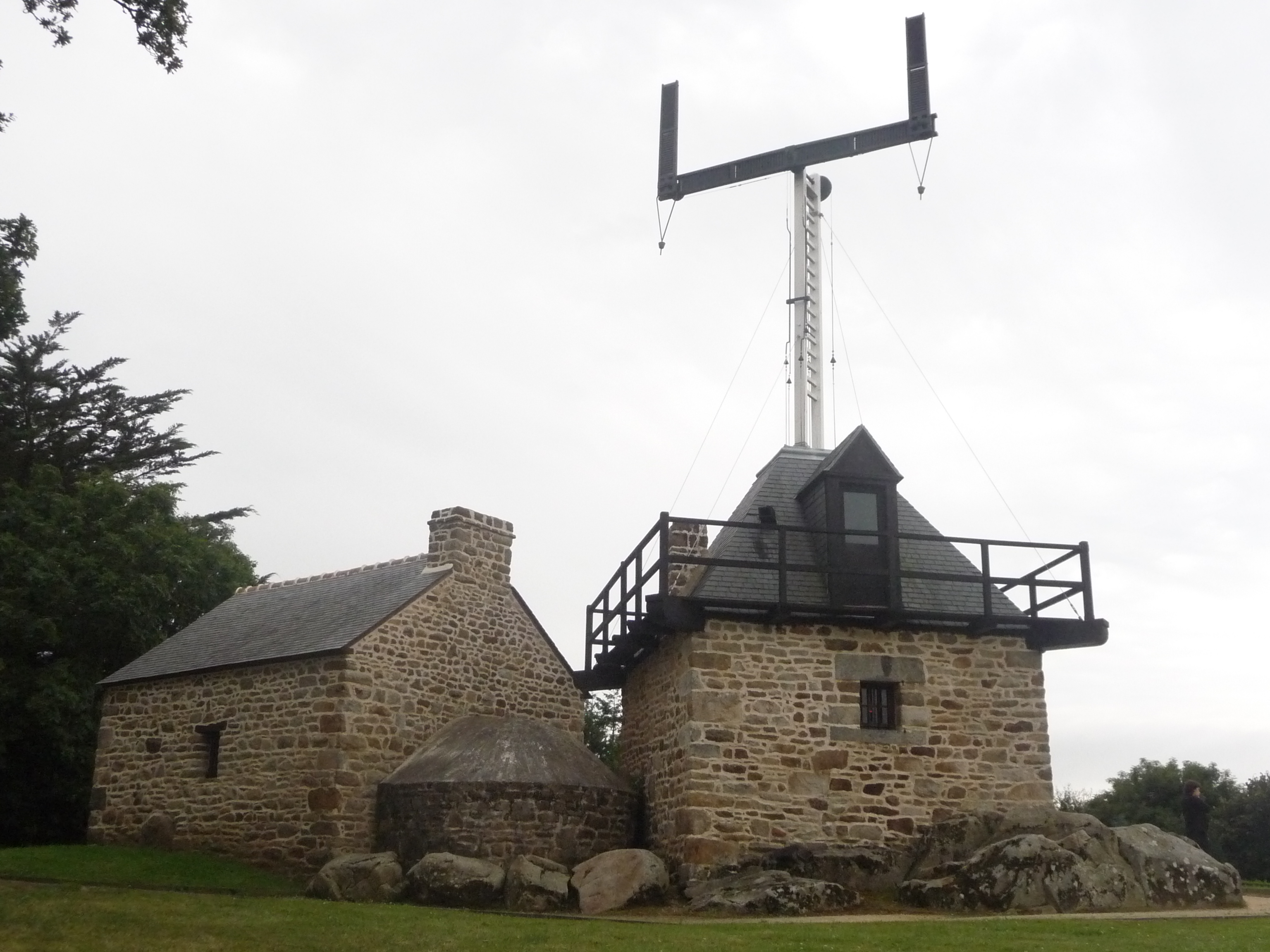
Ehemaliger optischer Telegraph
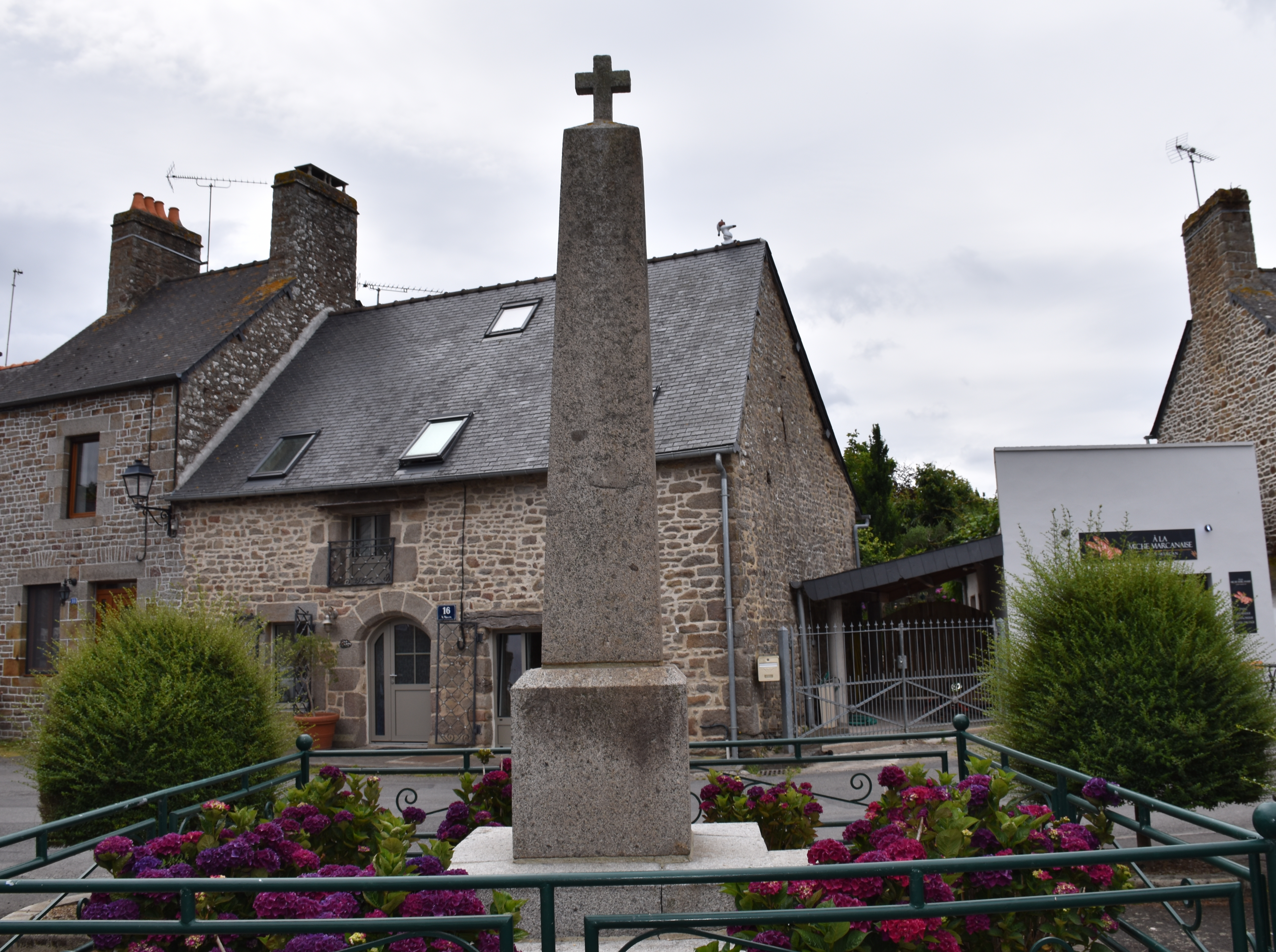
Gefallenendenkmal